# Elachertus nigricoxatus
Elachertus nigricoxatus är en stekelart som beskrevs av Yoshimoto och Ishii 1965. Elachertus nigricoxatus ingår i släktet Elachertus och familjen finglanssteklar. Inga underarter finns listade i Catalogue of Life.